# Masters de 2024
El Masters de 2024 (conocido en inglés y por motivos de patrocinio como 2023 MrQ Masters) fue un torneo de snooker, profesional y de invitación, que se celebró entre el 8 y el 15 de enero en el Alexandra Palace de la ciudad inglesa de Londres. Fue la quincuaagésima edición del Masters, organizado por primera vez en 1975, y la segunda cita de la temporada 2023-24 de las tres que componen la Triple Corona, después del Campeonato del Reino Unido de 2023 y sucedida por el Campeonato Mundial de Snooker de 2024. Organizado por el World Snooker Tour y patrocinado por el casino en línea MrQ, el torneo es transmitido por la BBC, Eurosport y Discovery+ a nivel nacional. El ganador recibirá 250 000 libras esterlinas de un premio total de 725 000.
Los 16 mejores jugadores del ranking mundial de snooker, tal como estaban después del Campeonato del Reino Unido, fueron invitados al evento. Judd Trump fue el campeón defensor, después de haber derrotado a Mark Williams 10‍-‍8 en la final de 2023, pero perdió 5-6 ante Ali Carter en los cuartos de final. Ding Junhui hizo un 147 en el séptimo frame de su partido de primera ronda contra Ronnie O'Sullivan. Mark Allen también hizo un 147 en el tercer frame de su partido de cuartos de final contra Mark Selby. Éstos fueron, respectivamente, el cuarto y quinto 147 en la historia del torneo. El campeón fue Ronnie O'Sullivan, que consiguió su noveno Masters, al derrotar en la final a Ali Carter.

## Resultados

### Cuadro del torneo
Entre paréntesis, se indica el puesto en el que accedieron al torneo los jugadores que llegaron al Alexandra Palace. Recalcado en negrita figura el ganador de cada partido. Todos los partidos fueron al mejor de 11 frames, salvo la final que es a 19.
|  | Primera ronda 7-10 de enero | Primera ronda 7-10 de enero |                       |                       | Cuartos de final 11-12 de enero | Cuartos de final 11-12 de enero |  |                       | Semifinales 13 de enero | Semifinales 13 de enero |  |                 | Final 14 de enero | Final 14 de enero |  |
|  |                             |                             |                       |                       |                                 |                                 |  |                       |                         |                         |  |                 |                   |                   |  |
|  |                             |                             |                       |                       |                                 |                                 |  |                       |                         |                         |  |                 |                   |                   |  |
|  | Judd Trump (1)              | 6                           |                       |                       |                                 |                                 |  |                       |                         |                         |  |                 |                   |                   |  |
|  | Judd Trump (1)              | 6                           |                       |                       |                                 |                                 |  |                       |                         |                         |  |                 |                   |                   |  |
|  | Kyren Wilson (9)            | 5                           |                       |                       |                                 |                                 |  |                       |                         |                         |  |                 |                   |                   |  |
|  | Kyren Wilson (9)            | 5                           |                       | Judd Trump (1)        | 5                               |                                 |  |                       |                         |                         |  |                 |                   |                   |  |
|  |                             |                             |                       | Judd Trump (1)        | 5                               |                                 |  |                       |                         |                         |  |                 |                   |                   |  |
|  |                             |                             | Ali Carter (11)       | 6                     |                                 |                                 |  |                       |                         |                         |  |                 |                   |                   |  |
|  | Mark Williams (8)           | 4                           | Ali Carter (11)       | 6                     |                                 |                                 |  |                       |                         |                         |  |                 |                   |                   |  |
|  | Mark Williams (8)           | 4                           |                       |                       |                                 |                                 |  |                       |                         |                         |  |                 |                   |                   |  |
|  | Ali Carter (11)             | 6                           |                       |                       |                                 |                                 |  |                       |                         |                         |  |                 |                   |                   |  |
|  | Ali Carter (11)             | 6                           |                       |                       |                                 |                                 |  | Ali Carter (11)       | 6                       |                         |  |                 |                   |                   |  |
|  |                             |                             |                       |                       |                                 |                                 |  | Ali Carter (11)       | 6                       |                         |  |                 |                   |                   |  |
|  |                             |                             | Mark Allen (4)        | 3                     |                                 |                                 |  |                       |                         |                         |  |                 |                   |                   |  |
|  | Mark Selby (5)              | 6                           | Mark Allen (4)        | 3                     |                                 |                                 |  |                       |                         |                         |  |                 |                   |                   |  |
|  | Mark Selby (5)              | 6                           |                       |                       |                                 |                                 |  |                       |                         |                         |  |                 |                   |                   |  |
|  | Robert Milkins (14)         | 1                           |                       |                       |                                 |                                 |  |                       |                         |                         |  |                 |                   |                   |  |
|  | Robert Milkins (14)         | 1                           |                       | Mark Selby (5)        | 5                               |                                 |  |                       |                         |                         |  |                 |                   |                   |  |
|  |                             |                             |                       | Mark Selby (5)        | 5                               |                                 |  |                       |                         |                         |  |                 |                   |                   |  |
|  |                             |                             | Mark Allen (4)        | 6                     |                                 |                                 |  |                       |                         |                         |  |                 |                   |                   |  |
|  | Mark Allen (4)              | 6                           | Mark Allen (4)        | 6                     |                                 |                                 |  |                       |                         |                         |  |                 |                   |                   |  |
|  | Mark Allen (4)              | 6                           |                       |                       |                                 |                                 |  |                       |                         |                         |  |                 |                   |                   |  |
|  | John Higgins (10)           | 5                           |                       |                       |                                 |                                 |  |                       |                         |                         |  |                 |                   |                   |  |
|  | John Higgins (10)           | 5                           |                       |                       |                                 |                                 |  |                       |                         |                         |  | Ali Carter (11) | 7                 |                   |  |
|  |                             |                             |                       |                       |                                 |                                 |  |                       |                         |                         |  | Ali Carter (11) | 7                 |                   |  |
|  |                             |                             | Ronnie O'Sullivan (3) | 10                    |                                 |                                 |  |                       |                         |                         |  |                 |                   |                   |  |
|  | Ronnie O'Sullivan (3)       | 6                           | Ronnie O'Sullivan (3) | 10                    |                                 |                                 |  |                       |                         |                         |  |                 |                   |                   |  |
|  | Ronnie O'Sullivan (3)       | 6                           |                       |                       |                                 |                                 |  |                       |                         |                         |  |                 |                   |                   |  |
|  | Ding Junhui (12)            | 3                           |                       |                       |                                 |                                 |  |                       |                         |                         |  |                 |                   |                   |  |
|  | Ding Junhui (12)            | 3                           |                       | Ronnie O'Sullivan (3) | 6                               |                                 |  |                       |                         |                         |  |                 |                   |                   |  |
|  |                             |                             |                       | Ronnie O'Sullivan (3) | 6                               |                                 |  |                       |                         |                         |  |                 |                   |                   |  |
|  |                             |                             | Barry Hawkins (15)    | 3                     |                                 |                                 |  |                       |                         |                         |  |                 |                   |                   |  |
|  | Neil Robertson (6)          | 3                           | Barry Hawkins (15)    | 3                     |                                 |                                 |  |                       |                         |                         |  |                 |                   |                   |  |
|  | Neil Robertson (6)          | 3                           |                       |                       |                                 |                                 |  |                       |                         |                         |  |                 |                   |                   |  |
|  | Barry Hawkins (15)          | 6                           |                       |                       |                                 |                                 |  |                       |                         |                         |  |                 |                   |                   |  |
|  | Barry Hawkins (15)          | 6                           |                       |                       |                                 |                                 |  | Ronnie O'Sullivan (3) | 6                       |                         |  |                 |                   |                   |  |
|  |                             |                             |                       |                       |                                 |                                 |  | Ronnie O'Sullivan (3) | 6                       |                         |  |                 |                   |                   |  |
|  |                             |                             | Shaun Murphy (7)      | 2                     |                                 |                                 |  |                       |                         |                         |  |                 |                   |                   |  |
|  | Shaun Murphy (7)            | 6                           | Shaun Murphy (7)      | 2                     |                                 |                                 |  |                       |                         |                         |  |                 |                   |                   |  |
|  | Shaun Murphy (7)            | 6                           |                       |                       |                                 |                                 |  |                       |                         |                         |  |                 |                   |                   |  |
|  | Zhang Anda (13)             | 2                           |                       |                       |                                 |                                 |  |                       |                         |                         |  |                 |                   |                   |  |
|  | Zhang Anda (13)             | 2                           |                       | Shaun Murphy (7)      | 6                               |                                 |  |                       |                         |                         |  |                 |                   |                   |  |
|  |                             |                             |                       | Shaun Murphy (7)      | 6                               |                                 |  |                       |                         |                         |  |                 |                   |                   |  |
|  |                             |                             | Jack Lisowski (16)    | 3                     |                                 |                                 |  |                       |                         |                         |  |                 |                   |                   |  |
|  | Luca Brecel (2)             | 2                           | Jack Lisowski (16)    | 3                     |                                 |                                 |  |                       |                         |                         |  |                 |                   |                   |  |
|  | Luca Brecel (2)             | 2                           |                       |                       |                                 |                                 |  |                       |                         |                         |  |                 |                   |                   |  |
|  | Jack Lisowski (16)          | 6                           |                       |                       |                                 |                                 |  |                       |                         |                         |  |                 |                   |                   |  |
|  | Jack Lisowski (16)          | 6                           |                       |                       |                                 |                                 |  |                       |                         |                         |  |                 |                   |                   |  |
|  |                             |                             |                       |                       |                                 |                                 |  |                       |                         |                         |  |                 |                   |                   |  |

### Final
| Final: Al mejor de 19 frames. Árbitro: Ben Williams Alexandra Palace, Londres, Inglaterra, 14 de enero de 2024.                                                                    |                 |                                  |
| Ali Carter (11) Inglaterra | 7 - 10          | Ronnie O'Sullivan (3) Inglaterra |
| Tarde: 5-72, (106) 106-0, 68-31, 0-125 (125), (122) 122-14, 59-47, 0-87 (86), (74) 74-0 Noche: 71-39, 0-78 (58), 21-79, 0-117 (64, 53), 127-0 (127), 6-105, 41-81, 0-90 (89), 4-87 |                 |                                  |
| 127 | Break más alto  | 125                              |
| 3 | Centenas        | 1                                |
| 4 | Medias centenas | 6                                |

## Centenas
Hasta ahora se han realizado 19 centenas durante el torneo, incluidos dos 147, uno de Ding Junhui en la primera ronda, y otro de Mark Allen en los cuartos de final. Ambos máximos fueron arbitrados por la búlgara Desislava Bozhilova.
- 147, 123, 103 - Mark Allen
- 147 - Ding Junhui
- 133, 127, 122, 118, 106, 105, 103, 101, 100 - Ali Carter
- 131, 131, 123, 100 - Shaun Murphy
- 129, 101 - Judd Trump
- 127, 125, 106 - Ronnie O'Sullivan
- 119 - Mark Selby
- 117, 110 - Neil Robertson
- 100 - Jack Lisowski